# Rudolf Saliger (Ingenieur)

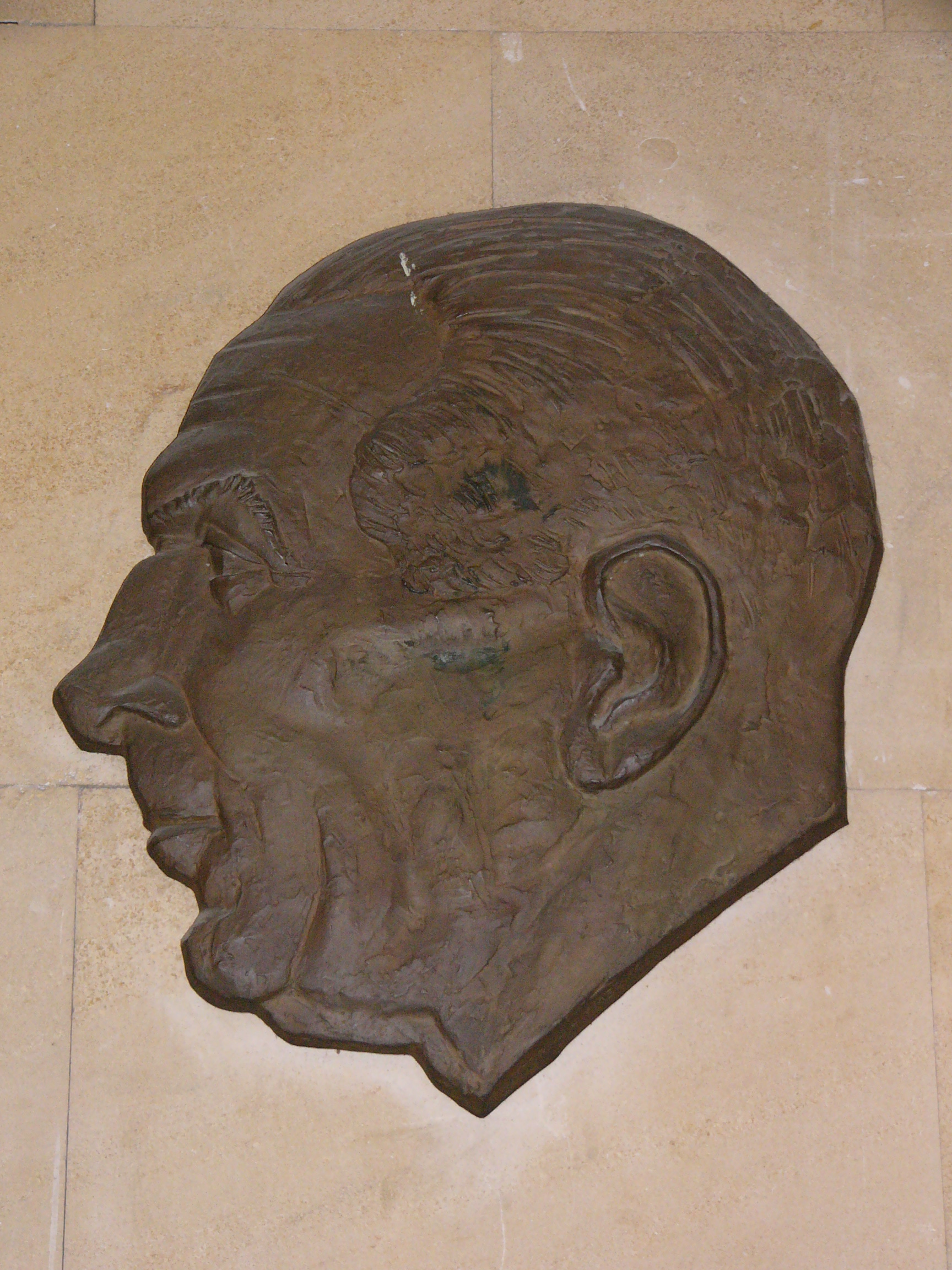
Porträtrelief an der Technischen Universität Wien

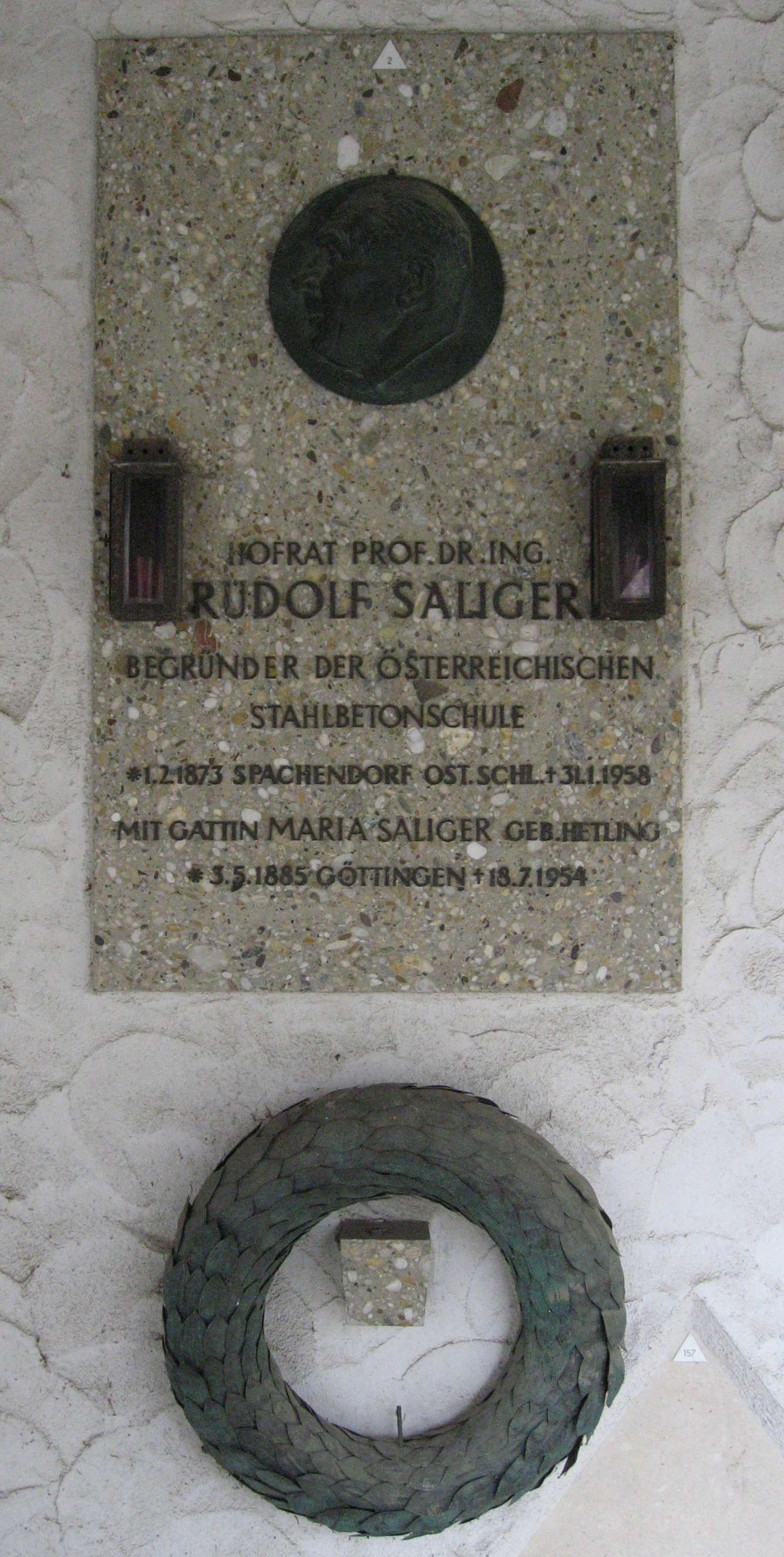
Grab in der Feuerhalle Simmering (Entwurf Viktor Hammer)

Rudolf Saliger (* 1. Februar 1873 in Spachendorf bei Freudenthal, Österreich-Ungarn; † 31. Jänner 1958 in Wien) war ein österreichischer Bauingenieur und Hochschullehrer, der zu den Pionieren des Stahlbetonbaus zählt.

## Leben
Saliger war der Sohn eines Tischlers und besuchte die Realschule in Troppau. Er studierte von 1891 bis 1898 Bauingenieurwesen an der Technischen Hochschule Wien. Zwischendurch leistete er 1895/1896 als Einjährig-Freiwilliger seinen Wehrdienst. Nach der 2. Staatsprüfung praktizierte er von 1897 bis 1899 im Brückenbaubüro der Südbahngesellschaft und danach von 1899 bis 1900 als Brückenbau-Ingenieur bei der oberösterreichischen Statthalterei in Linz. Von 1900 bis 1908 war er beruflich als Ingenieur in Deutschland, unter anderem bei der Bauunternehmung Beton- und Monierbau AG, und als Dozent an der Baugewerkschule Posen und der Baugewerkschule Kassel. Er unternahm Studienreisen in die Schweiz, nach Frankreich (Weltausstellung 1900 in Paris) und Belgien, um sich insbesondere im Eisenbetonbau fortzubilden, darunter bei den Eisenbetonpioneren Francois Hennebique und Joseph Monier. 1903 heiratete er Marie geb. Hettling, im gleichen Jahr wurde er an der Technischen Hochschule Wien zum Dr. tech. promoviert (Dissertation: Über die Festigkeit der Bauwerke aus veränderlich elastischen Stoffen, vornehmlich der Beton-Eisen-Konstruktionen). 1906 war er Volontär im Königlich Preußischen Materialprüfungsamt in (Berlin-)Lichterfelde, das zur Technischen Hochschule (Berlin-)Charlottenburg gehörte. 1907 wurde er an die Technische Hochschule Braunschweig berufen, 1908/1909 an die Deutsche Technische Hochschule Prag als außerordentlicher Professor für Baumechanik und Eisenhochbau, danach an die Technische Hochschule Dresden, ehe er schließlich von 1910 bis 1933 an der Technischen Hochschule Wien als ordentlicher Professor für allgemeine und angewandte Mechanik lehrte. Von 1920 bis 1922 war er Dekan und 1924/1925 Rektor. Daneben war Saliger zwischen 1927 und 1934 Bauberater der Gemeinde Wien. Nach dem Anschluss Österreichs wurde Saliger nach der Entlassung von Karl Holey 1938 interimistisch wieder Rektor der Hochschule. In dieser Funktion begrüßte Saliger das neue Regime in zahlreichen „Huldigungstelegrammen“ und Reden.
1939 wurde er in die Wiener Akademie der Wissenschaften aufgenommen. Am 20. Februar 1940 beantragte er die Aufnahme in die NSDAP und wurde zum 1. Juni desselben Jahres aufgenommen (Mitgliedsnummer 7.683.347). 1939 wurde er emeritiert. In den Jahren vor seiner Emeritierung hatte Saliger wesentlichen Einfluss auf die Nazifizierung der Technischen Hochschule Wien und die strukturelle Benachteiligung von jüdischen und sozialdemokratischen Studenten. Laut Juliane Mikoletzky erfolgte diese im Vergleich zu anderen Hochschulen sehr rasch und geordnet.
Nach 1945 wurde Saliger als „Minderbelasteter“ eingestuft, im selben Jahr wurde seinem Nachsichtsgesuch stattgegeben, aus „technisch-wissenschaftlichen Gründen“.
Nach seinem Tod wurde seine Asche in einer – als ehrenhalber gewidmetes Grab geführten – Urnennische am Friedhof der Feuerhalle Simmering beigesetzt. Der Entwurf für das Grabdenkmal stammt von Viktor Hammer.
1965 benannte man die Saligergasse in Wien-Favoriten nach ihm.

## Bedeutung
Rudolf Saliger gilt als Pionier des Eisenbetonbaus. Auf Grund seiner Initiative wurden an den österreichischen Hochschulen Lehrkanzeln für Eisenbetonbau eingerichtet (Pflichtfach an der Technischen Hochschule Wien ab Wintersemester 1916/1917). Vorlesungen über Eisenbetonbau hielt er seit 1910. Außerdem befasste er sich mit Statik.

## Bauten
- 1927: Kuppel der israelitischen Zeremonienhalle am Wiener Zentralfriedhof[3]
- 1929–1931: Wiener Stadion[3]
- 1930–1932: Hochhaus Herrengasse[3]

## Auszeichnungen
- 1931: Wilhelm-Exner-Medaille[5]
- 1943: Goethe-Medaille für Kunst und Wissenschaft

## Schriften
- Praktische Statik. Einführung in die Standberechnung der Tragwerke mit besonderer Rücksicht auf den Hoch- und Eisenbetonbau. 2. erweiterte Auflage, Deuticke, Leipzig 1927.
- Das Gesicht des neuen Russland. Reiseeindrücke. Springer, Wien 1932.
- Der Eisenbeton. Seine Berechnung und Gestaltung. 6. ergänzte Auflage, Kröner, Leipzig 1933.
- Dauerversuche an Eisenbetonbalken mit verschiedenen Stahlbewehrungen. Wien 1935.
- Versuche an Eisenbetonbalken unter ruhenden und herabfallenden Lasten. Springer, Wien 1936.
- Die neue Theorie des Stahlbetons auf Grund der Bildsamkeit im Bruchzustand. Deuticke, Wien 1947.
- Fortschritte im Stahlbeton durch hochwertige Werkstoffe und neue Forschungen. Deuticke, Wien 1950.
- Denken und Tun eines Technikers. 3 Bände, Selbstverlag, Wien 1952–1953.
- Der Stahlbetonbau. Werkstoff, Berechnung, Gestaltung. 8. erweiterte Auflage, Deuticke, Wien 1956.